# Кодрань (гміна Сульмежице)
Кодрань (пол. Kodrań) — село в Польщі, у гміні Сульмежиці Паєнчанського повіту Лодзинського воєводства.
Населення — 138 осіб (2011).
У 1975-1998 роках село належало до Пйотрковського воєводства.

## Демографія
Демографічна структура станом на 31 березня 2011 року:
|          | Загалом | Допрацездатний вік | Працездатний вік | Постпрацездатний вік |
| -------- | ------- | ------------------ | ---------------- | -------------------- |
| Чоловіки | 73      | 9                  | 59               | 5                    |
| Жінки    | 65      | 10                 | 37               | 18                   |
| Разом    | 138     | 19                 | 96               | 23                   |